# Michel Matly
Œuvres principales
El cómic sobre la Guerra Civíl. La fonction de la bande dessinée
Michel Matly né en 1952 à Dompierre-sur-Besbre est un ingénieur polytechnicien et chercheur devenu essayiste sur le sujet de la bande dessinée.

## Biographie
Michel Matly est un ingénieur polytechnicien (Paris, 1975), statisticien-économiste (ENSAE, Paris, 1977), docteur en lettres (UCA, 2016) et chercheur associé au Centre de Recherches sur les Littératures et la Sociopoétique  (CELIS) de l’Université Clermont Auvergne (France) depuis 2012.
À l’issue de son activité professionnelle, il s’est consacré à l’étude de la bande dessinée ; il a concentré ses travaux sur la bande dessinée en langue espagnole. Il est le concepteur en 2016 et le co-coordinateur de la Plateforme académique sur la bande dessinée en espagnol (Plataforma Académica sobre el Cómic en Español - PACE).
Il a écrit un ouvrage théorique sur la bande dessinée, La fonction de la bande dessinée (PUBP, 2018), traduit en espagnol sous le titre La función del cómic (Tebeosfera, 2020).
Michel Matly a écrit un livre sur la guerre civile espagnole (1936-39), travail publié en Espagne (El cómic sobre la Guerra Civil, Cátedra, 2018) et en France (La guerre civile espagnole & la bande dessinée, PUBP, 2020).

## Publications
- La fonction de la bande dessinée, Clermont-Ferrand, Presses Universitaires Blaise Pascal, 2018. Couverture Paco Roca.
- El cómic sobre la Guerra Civil, Madrid, Cátedra, 2018. Couverture Andrés Rábago García (El Roto).
- La función del cómic, Séville, Tebeosfera, 2020. Couverture Jochen Gerner, préface Éric Dacheux.
- La guerre civile espagnole & la bande dessinée, Clermont-Ferrand, Presses Universitaires Blaise Pascal, 2020. Couverture Jordi Longarón i Llopart, préface Viviane Alary.
- Narrativa gráfica de la Guerra Civil - Perspectivas globales y particulares, León, Grafikalismos, 2020. Ouvrage co-édité avec Viviane Alary, actes d’un colloque international tenu en novembre 2016 au Centre International de la Bande dessinée et de l’Image (CIBDI, Angoulême, France). Couverture M.